# Língua lihir
A  língua Lihir é uma língua austronésia falada nas Ilhas Lihir na Nova Irlanda, Papua-Nova Guiné. Há algumas variações na pronúncia e na ortografia (alfabeto latino) entre as variantes faladas na ilha Lihir principal e a das demais ilhas do arquipélago;

## Número gramatical
A língua é conhecida por apresentar cinco distintos números gramaticais. São, além do singular e do plural, os números:
- Dual – para se referir a dois objetos, pessoas, animais, etc.
- Trial – para se referir a dois objetos, pessoas, animais, etc Assim como ocorre na língua sursurunga, esse Trial pode ser um “paucal menor”, para quantidades menores do que o “paucal” informado a seguir.[1] Junto com a língua Susrurunga apresenta a maior quantidade de números gramaticais do mundo.
- Paucal – para se referir a muitos objetos (mais de 3), pessoas, animais, etc, porém quantidade menor do que o plural mais abrangente.

Todas essas distinções se fazem perceber nos pronomes pessoais e nos possessivos.

### Externas
- «Lihir em Ethnologue»
- «Fonologia Lihir Phonology, em SIL» (PDF)